# 522466 Auyeung
522466 Auyeung è un asteroide della fascia principale. Scoperto nel 2010, presenta un'orbita caratterizzata da un semiasse maggiore pari a 2,7756842 au e da un'eccentricità di 0,0645964, inclinata di 15,69659° rispetto all'eclittica.